# Іполит Осипович Корженевський
Іполит Осипович Корженевський (пол. Hipolit Korzeniowski; 12 серпня 1827, Кременець — 20 січня 1879, Петербург) — хірург, доктор медицини. Походив зі шляхетського роду Корженевських.

## Життєпис
Син відомого письменника з Західної України Осипа (Юзефа) Корженевського. Народився у Кременці. Освіту здобув у Харківському університеті та Санкт-Петербурзькій медико-хірургічній академії, у якій закінчив курс 1850 року. 1851 року переїхав до Варшави, де був призначений ординатором до лікарні Немовляти Ісуса.
1853 року, отримавши ступінь доктора медицини та хірургії, відправлений за кордон, де працював у різних університетах, і після повернення до Російської імперії видав свій твір «Анатомія людського тіла», який приніс йому популярність.
З 1858 року доцент у Варшавській головній медичній школі, з 1859 — ад'юнкт, а з 1868 — ординарний професор і директор хірургічної клініки; викладав у Варшавській Головній школі. 1871 року зайняв кафедру в Санкт-Петербурзькій медико-хірургічній академії. Як хірург він допомагав сербській армії під час сербсько-турецької війни.
Брав участь у Російсько-турецькій війні 1877—1878 років як помічник відомого хірурга М. Пирогова. Був начальником медичної частини в Рущуцькому загоні. Після закінчення війни призначений консультантом з хірургії в усіх військових шпиталях Варшавського округу.
1878 року вийшов на пенсію, переїхав до Варшави і читав лекції з польової хірургії для військових лікарів. Друкував свої твори у польських журналах. Раптово помер у Петербурзі, куди тимчасово поїхав. Похований на варшавському цвинтарі Повонзкі, ділянка 26, ряд 1.